# Piet Kruijff
Piet Cornelis Kruijff (Den Haag, 16 juni 1909 – East Orange (New Jersey), 17 december 1963) was een Nederlandse verzetsstrijder in de Tweede Wereldoorlog. Kruijff gaf leiding aan de groep-Kruijff en was later districtsleider bij de Binnenlandse Strijdkrachten voor het oostelijke Veluwegebied. Hij was bekend onder de bijnaam Piet van Arnhem.

## Levensloop

### Jonge jaren
Kruijff was de zoon van Jacob Kruijff en Catherina Cornelia Brijnen. Hij studeerde af als scheikundig ingenieur aan de Technische Hogeschool Delft. Hij was reserveofficier bij het Nederlandse leger.
In de jaren dertig was Kruijff bevriend met een gevlucht Duits echtpaar, waardoor hij goed op de hoogte was van de ontwikkelingen in Nederlands grootste buurland. Op het moment dat de Tweede Wereldoorlog uitbrak woonde Kruijff in Woerden. Hij raakte na de Duitse inval in mei 1940 betrokken bij het Legioen Oud Frontstrijders (LOF), waarvoor hij wapens en munitie verzamelde. Kruijff vond werk bij de AKU, die een nieuwe fabriek in Arnhem bouwde. Daarom verhuisde Kruijff in december 1940 naar de Gelderse hoofdstad.

### Verzetswerk
In zijn nieuwe woonplaats raakte Kruijff wederom betrokken bij het LOF. Kruijff nam de leiding van de groep over nadat de oorspronkelijke leider moest onderduiken. In de zomer van 1941 fuseerde het LOF op landelijk niveau met de Ordedienst. Daardoor viel Kruijff en zijn verzetsgroep formeel onder de bevelstructuur van de OD, maar Kruijff kreeg toestemming om te doen "wat zijn hand vond om te doen".
De groep verspreidde onder ander het blad Ons Volk in Arnhem en saboteerde de productie in de AKU-fabriek. Verder werden geheime kaarten van Vliegveld Deelen gemaakt en doorgespeeld naar Londen. Ook had Kruijff zelf onderduikers in huis. Hij was zeer voorzichtig met wie hij in zee ging. Zo was de verzetsgroep verdeeld in een cellensysteem, zodat groepsleden maar een beperkt aantal mensen kenden. Belangrijke groepsleden waren onder andere Toon van Daalen, Menno Liefsingh, Bert Deus en Harry Montfroy.
In 1943 was er een heuse knokploeg gevormd die bekend stond als de knokploeg-Kruijff. In augustus 1944 sloot deze groep zich aan bij de Landelijke Knokploegen. De knokploeg was vooral tussen 3 en 17 september zeer actief. Er vonden twintig aanvallen plaats op spoorlijnen en verder werden telefoonkabels en hoogspanningskabels vernield.
De belangrijkste daad was de aanslag op het viaduct bij de Schaapsdrift, vandaag de dag beter bekend als de Wichard van Pontlaan, waarbij een gat in de brug werd geslagen. De Duitsers dreigden tien willekeurige gijzelaars dood te schieten als de daders zich niet zouden melden. Verschillende groepsleden overwogen zich te melden, maar Kruijff verbood hen dat. Het ultimatum liep af op 17 september, maar op die dag landden geallieerde parachutisten in de omgeving van Arnhem, het begin van de Slag om Arnhem. De Duitsers hadden daardoor andere zaken aan het hoofd, waardoor de levens van de gijzelaars gespaard bleven.

### Slag om Arnhem en nasleep
Kruijff probeerde tijdens de Slag om Arnhem vanuit de Gelderse hoofdstad de Britten in Oosterbeek regelmatig van inlichtingen te voorzien. De Britten hechten echter weinig waarde aan hun informatie. Tijdens en na de Slag om Arnhem probeerde de verzetsgroep van Kruijff, met name Kruijff zelf en samen met Harry Montfroy, zo veel mogelijk gevangen genomen Britse soldaten uit het Elisabeths Gasthuis (Arnhem) te smokkelen. Zij kregen daarbij hulp van Zwerus de Nooij jr.. De belangrijkste persoon die op die manier ontsnapte was brigadegeneraal John Hackett, die op 4 oktober naar buiten werd gesmokkeld. 
Na de gedwongen evacuatie van Arnhem viel de groep van Kruijff uit elkaar, hoewel veel groepsleden in kleiner verband of individueel verzetswerk bleven verrichten. Kruijff werd benoemd tot BS-commandant voor het oostelijk Veluwegebied en was in die hoedanigheid betrokken bij Operatie Pegasus 1 en Operatie Pegasus 2. Hij bracht deelnemers van de operaties naar de verzamelpunten. Operatie Pegasus I was een succes. Bij honderd man ontsnapte via de Duitse linies bij Renkum over de Rijn naar veilig gebied. Onder hen was luitenant-der-zee Charles Douw van der Krap die nadat hij uit krijgsgevangenschap was ontsnapt bij Toon van Daalen in Oosterbeek ondergedoken zat.

### Naoorlogse jaren
Een jaar na de oorlog overleed Kruijffs eerste vrouw Maria Mathilda Lambert met wie hij een stiefdochter had. In oktober 1947 trouwde hij in Jakarta in Indonesië met Elize Luijtjes, met wie hij twee kinderen kreeg. In datzelfde jaar werd hij door de Amerikaanse regering onderscheiden met de Medal of Freedom. Kruijff vertrok in 1950 naar de Nederlandse Antillen en later naar de Verenigde Staten.